# Justus Ruperti (Theologe)

Justus Ruperti (um 1890)

Hans Heinrich Justus Philipp Ruperti (* 21. Dezember 1833 in Kirchosten; † 16. Mai 1899 in Neumünster) war ein deutscher lutherischer Geistlicher.

## Familie
Justus Ruperti war ein Sohn des Pastors Ernst Ruperti, der später als Pastor und Superintendent in Lesum amtierte, sowie Enkel des Generalsuperintendenten Georg Alexander Ruperti und Neffe des Kirchenpräsidenten Friedrich Conrad Dietrich Wyneken.

## Leben
Ruperti studierte Theologie in Göttingen und Erlangen. Während seines Studiums in Erlangen wurde er 1852 Mitglied der christlichen Studentenverbindung Uttenruthia. Ruperti wurde bereits als Kandidat 1856 von den bremischen Kaufleuten zum Prediger an die Kapelle des Auswandererhauses in Bremerhaven berufen. Im Herbst 1857 bestand er das theologische Examen. Er war Mitinitiator eines Gesuchs von 46 lutherischen Familienvorständen an den Bremer Senat zur Gründung einer evangelisch-lutherischen Gemeinde in Bremerhaven. Als die Eingabe abgelehnt wurde, konstituierte sich ein Lutherischer Verein zur Annahme und Unterhaltung eines lutherischen Predigers, der nach seiner amtlichen Anerkennung Ruperti als Pastor anstellte. Am 7. Januar 1862 wurde er in Stade ordiniert. Das Datum gilt als Gründungsdatum der Kreuzkirchengemeinde in Bremerhaven.
1871 wurde Ruperti durch das Stader Generalkonsistorium der Generaldiözese Bremen-Verden auf die Stelle als erster Pastor von St. Marien in Geestendorf (Geestemünde) berufen. Bereits 1873 wechselte er als Pastor an die St. Matthew’s German Church in New York. Da er das Klima nicht vertrug, kehrte er 1876 nach Deutschland zurück. Noch 1876 wurde Ruperti durch den Großherzog von Oldenburg als Superintendent und Kirchenrat in Eutin ernannt. Am 23. Februar 1891 wurde er Geheimer Kirchenrat der Evangelisch-Lutherischen Landeskirche Schleswig-Holsteins und Generalsuperintendent für deren Sprengel Holstein mit Sitz in Kiel. Im Mai 1899 erlitt er nach einer Predigt in Neumünster einen Schlaganfall, dem er zwei Tage später im dortigen Pfarrhaus erlag.

## Auszeichnungen
- Roter Adlerorden II. Klasse mit Eichenlaub
- Oldenburgischer Haus- und Verdienstorden des Herzogs Peter Friedrich Ludwig, Komtur

## Veröffentlichungen (Auswahl)
- Ich glaube, darum rede ich! Sieben Predigten, Bremerhaven 1859
- Wider den „neuen Glauben“ des Herrn Dr. Schwalb in Bremen. Critische Bemerkungen, Bremerhaven 1868
- Licht und Schatten aus der Geschichte des alten Bundes, I. Samuel, der Prophet, Hermannsburg 1870
- Niemand, denn Jesus allein! Predigten, Eutin 1880
- Luther in seiner religiösen Bedeutung, 1883
- Christenlehre nach dem kleinen Katechismus Dr. Martin Luthers, als Leitfaden für den Konfirmanden-Unterricht, Norden 1885
- Zum Abschiede vom alten Gesangbuch, 1888
- Amerikanische Erinnerungen, 1888
- O Sonnenschein, Predigten über freie Texte, 3. Aufl. Norden 1894